# Project Pitchfork
Project Pitchfork [ˈpɹɒd͡ʒɛkt ˈpɪt͡ʃˌfɔɹk] est un groupe allemand de rock électronique, originaire de Hambourg. Project Pitchfork est formé par Dirk Scheuber et Peter Spilles en 1989. Le groupe signe avec le label allemand Hypnobeat en 1991 pour sortir leur premier album, Dhyani.

## Histoire

### Débuts (1990–1994)
Les racines de Project Pitchfork sont retracées dans d'autres groupes distincts tels que Demoniac Puppets et Black Planet. Project Pitchfork est formé par Peter Spilles et Dirk Scheuber. Après avoir travaillé ensemble, ils décident de former un groupe et de trouver le nom en piochant des mots au hasard dans un dictionnaire. La démo K.N.K.A. est ensuite enregistrée. Encouragée par les réponses positives, ils décident de jouer en concert le 15 février 1990 dans un club appelé Kir à Hambourg où ils se popularisent. En mai 1991, leur premier album, Dhyani, est publié. Il est le premier à croiser musique électronique et musique gothique, et devient la première pierre à l'édifice d'un genre appelé dark electro.
Dès le début, Project Pitchfork est surtout un groupe d'improvisation qui essaye de se donner autant à fond que possible. Cette méthode sera aussi employée pour leur deuxième album. Intitulé Lam-'Bras, ce dernier est publié en février 1992. Cet album fait pour la première fois participer Patricia Nigiani au chant. Le troisième album de Pitchfork, Entities, est publié six mois plus tard, en octobre, duquel est extrait le morceau Souls qui sera réédité pour l'EP Souls/Island (1993). Ces deux albums renforcent l'aspect visionnaire du groupe dans la scène. Project Pitchfork se diffère musicalement et professionnellement des autres groupes gothiques. Dans un premier temps, Peter Spilles décide que le groupe doit se consacrer à sa vision musicale.
Le groupe passe au label Off-Beat pour la sortie de l'album IO en 1994, qui comprend les singles Renascence et Carrion. Pour la première fois, le groupe atteint les classements (56e) et embarque dans une première tournée allemande.

### Développement et succès (1995–2005)
En 1995, Project Pitchfork fonde son propre label, Candyland Entertainment. Le groupe publie ensuite l'EP Corps d'Amour qui est le plus sexuellement explicite comparé à ses prédécesseurs. En 1995 toujours, l'album Alpha Omega est publié. La même année, la tournée Project Pitchfork se fait avec Rammstein. Puis sort l'album ¡Chakra:Red! en 1997, le premier depuis Dhyani à être écrit collectivement, plutôt que par Spilles seul.
Immédiatement après la tournée américaine en 1998, le groupe revient avec un album-concept intitulé Eon:Eon, leur premier publié chez une major, au label Warner Music Group. Il comprend trois singles : Steelrose, Carnival et I Live Your Dream. La même année, le groupe est nommé d'un Echo dans la catégorie de « meilleure vidéo nationale » pour Steelrose. L'album Daimonion publié en 2001 est aussi un vrai succès : il se propulse huitième des charts allemands, et est soutenu par une grande tournée européenne. Le morceau Timekiller est l'un de leurs plus gros succès en date.
Ce n'est que trois ans plus tard que Pitchfork revient avec un nouvel album, intitulé Kaskade en 2005.

### Dernières activités (depuis 2006)

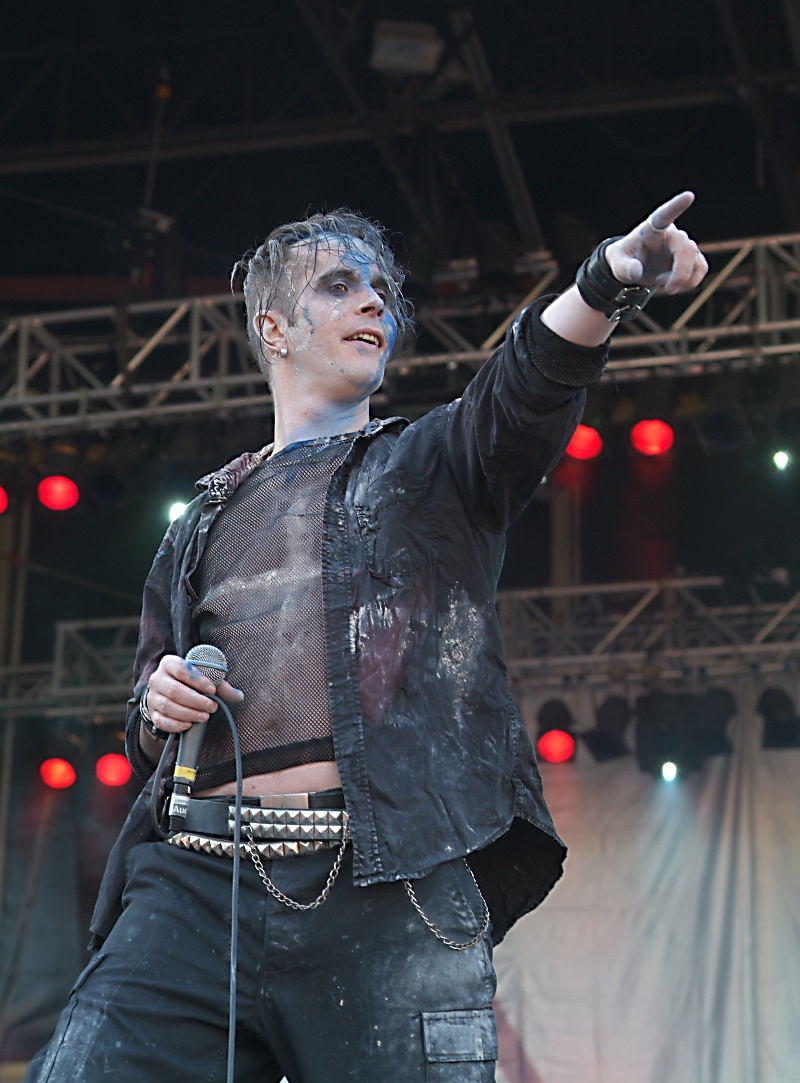
Project Pitchfork au Zitarock de Berlin en 2009.

Le 23 janvier 2009, le groupe publie le mini-album Feel! au label Prussia Records. Puis le 27 février sort l'album Dream, Tiresias!, aussi chez Prussia Records. Il est bien accueilli par le magazine allemand ReGen.
En 2010, Project Pitchfork publie une suite de l'album, Continuum Ride. Nombre de critiques félicitent l'album pour son teint musical, ses paroles et sa qualité de production ;  Bernard Van Isacker de SideLine dit de l'album  qu'il ferait « un parfait  successeur à Dream, Tiresias! ». Un clip du morceau Beholder est tourné et publié.
Project Pitchfork ne montre aucune faiblesse d'activité ; une année = un album. Quantum Mechanics est publié en 2011 et bien accueilli par la presse spécialisée,. L'année 2011 assiste à la sortie du double-album rétrospectif First Anthology qui comprend 31 morceaux choisis dans le catalogue musical de Project Pitchfork jusqu'en 1991. En 2013 Project Pitchfork sort l'album Black dont le titre Rain est clippé. Les magazines SideLine et Coma Music Magazine félicitent l'album,. Le 27 juin 2013, le groupe annonce la sortie de l'album Blood. Il est finalement publié en 2014.
Au début de 2018, le groupe sort l'album Akkretion. Fin 2018, l'album Fragment sort faisant partie d'une trilogie (dont Akkretion est le premier volume).
En 2021, le groupe annonce sa séparation à l'amiable avec Dirk Scheuber.

## Membres

### Membres actuels
- Peter Spilles – chant (depuis 1989)
- Waik Schöner – clavier (2024)
- Achim Färber – batterie (depuis 1999)

### Anciens membres
- Patricia Nigiani – chant, claviers (1989–1994)
- Markus Giltjes – batterie live (1995)
- Yenz Schrader – batterie, guitare (1998)
- Carsten Klatte - guitare live (1999–2011)
- Dirk Scheuber – claviers (1989–2021)
- Jürgen Jansen – clavier (1996-2024)

## Discographie

### Albums studio
- 1990 : K.N.K.A. (MC)
- 1991 : Dhyani (LP/CD)
- 1992 : Lam-’bras (LP/CD)
- 1992 : Entities
- 1994 : IO
- 1997 : !Chakra:Red! (CD)
- 1998 : Eon:Eon (CD+3"/CD)
- 2001 : Daimonion (CD)
- 2002 : Inferno (CD)
- 2005 : Kaskade (LP/CD)
- 2007 : Wonderland/One Million Faces (CD)
- 2009 : Dream, Tiresias!
- 2010 : Continuum Ride
- 2011 : Quantum Mechanics
- 2013 : Black
- 2014 : Blood
- 2016 : Look Up, I’m Down There
- 2018 : Akkretion
- 2018 : Fragment
- 2024 : Elysium

### Singles et EP
- 1991 : Precious New World (7")
- 1991 : Psychic Torture (12" / CDM)
- 1993 : Carrion (CDM)
- 1994 : Renascence (CDM)
- 1996 : En Garde! (CDM)
- 1997 : 2069 A.D. (Promo-CDM)
- 1998 : Steelrose (CDM)
- 1998 : Carnival (CDM)
- 1998 : Little Eon (CDM)
- 1999 : I Live Your Dream (CDM)
- 2001 : Existence 1 – incl. The Clone + Fear (CDM)
- 2001 : Existence 2 – Remixes (CDM)
- 2001 : Timekiller (CDM)
- 2001 : Awakening (Promo CDM)
- 2002 : View from a Throne (CDM, Promo-CDM)
- 2002 : Trialog (CDM, Promo CDM)
- 2005 : Schall und Rauch (Promo CDM)
- 2005 : Altera Forma remixes Project Pitchfork (MP3)
- 2006 : Wonderland (MP3)
- 2006 : One Million Faces (MP3)
- 2006 : Ich will leben (CDM, avec Unheilig)
- 2007 : Wonderland/One Million Faces (CDM)
- 2008 : Earth Song (CDM avec Sara Noxx)
- 2009 : Feel (CDM)
- 2010 : Remixed (MP3)
- 2011 : Lament (CDM promotionnel)

### Compilations
- 1996 : The Early Years
- 1997 : Live 97
- 2001 : Collector – Lost and Found (DCD)
- 2003 : Collector – Fireworks and Colorchange (DCD)
- 2003 : Live 2003 / 2001 (CD)
- 2011 : First Anthology (DCD)
- 2016 : Second Anthology (DCD)

### Vidéo et DVD
- 1992 : Va I Luce (Eno Nol Si Unir) (VHS)
- 1993 : Entities Tour (VHS)
- 1995 : Glowing Like IO (VHS)
- 1996 : Alpha Omega Live (VHS)
- 1999 : Live '99 (VHS)
- 2002 : Collector – Adapted for the Screen (DVD)
- 2004 : Live 2003 (DVD)